# Mary Anthony
Mary Anthony (Newport, 11 novembre 1916 – Manhattan, 31 maggio 2014) è stata una ballerina, coreografa e insegnante statunitense.
Sia il suo lavoro come ballerina che come coreografa di danza moderna furono fortemente influenzati da Martha Graham e Hanya Holm.

## Biografia
Nata e cresciuta in Kentucky, Mary Anthony studiò teatro al Grinnell College nello Iowa prima di proseguire gli studi di danza presso la Hanya Holm School di New York. Successivamente studiò danza con Martha Graham. Dal 1943 al 1949 balla come membro della compagnia di danza di Hanya Holm. Nel 1949-50 fu una ballerina in evidenza nel musical di Broadway Touch and Go, coreografato da Helen Tamiris. Ballò in diverse produzioni con la New York City Opera negli anni '50, coreografò diversi musical in Italia durante quel decennio e anche i balletti di Canzonissima 1960.
Nel 1956 la Anthony fondò la Mary Anthony Dance Company. La compagnia includeva due dei suoi precedenti partner di danza, Joseph Gifford e Cameron McCosh. La compagnia presentava le coreografie della Anthony che utilizzava spesso fonti letterarie come soggetti. Le sue due opere più famose sono Lady Macbeth, basata sulla commedia di Shakespeare, e Threnody, basata sul lavoro teatrale Riders to the Sea di John Millington Synge. Durante gli anni '70 la sua compagnia raggiunse l'apice del successo con un gruppo di ballerini altamente dinamici, tra cui il rinomato ballerino e insegnante Ross Parkes.
Nel 1946 la Anthony iniziò ad insegnare presso il New Dance Group, dove insegnò per molti anni. Diversi suoi allievi sono diventati coreografi e danzatori di grande successo, tra questi Ronald K. Brown, Ulysses Dove, Yuriko Kimura, Richard Kuch, Daniel Maloney, Donald McKayle, Arthur Mitchell, Elisa Monte, Anabella Lenzu, Ross Parkes, and Steve Rooks.